# Epiniac
Epiniac (bretonisch: Sperneg, Gallo: Espeinyac) ist eine französische Gemeinde mit 1.423 Einwohnern (Stand: 1. Januar 2022) im Département Ille-et-Vilaine in der Region Bretagne. Sie gehört zum Arrondissement Saint-Malo und zum Kanton Dol-de-Bretagne. Die Einwohner werden Épiniacais genannt.

## Geographie
Epiniac liegt etwa 16 Kilometer südöstlich von Saint-Malo. An der nördlichen Gemeindegrenze verläuft der Küstenfluss Guyoult. Umgeben wird Epiniac von den Nachbargemeinden Baguer-Pican im Norden, La Boussac im Osten, Broualan im Osten und Südosten, Trémeheuc im Süden, Bonnemain im Südwesten, Baguer-Morvan im Westen sowie Dol-de-Bretagne im Nordwesten.

## Bevölkerungsentwicklung
| Jahr                      | 1962 | 1968 | 1975 | 1982 | 1990 | 1999 | 2006 | 2013 |
| Einwohner                 | 1248 | 1126 | 1064 | 1104 | 1105 | 1078 | 1163 | 1401 |
| Quelle: Cassini und INSEE |      |      |      |      |      |      |      |      |

## Sehenswürdigkeiten
- Kirche Saint-Leonard aus dem 18. Jahrhundert
- Kirche Saint-Pierre, 1891 bis 1904 erbaut
- Reste des Klosters Notre-Dame von Vieuville aus dem 12. Jahrhundert, Reste seit 2002 Monument historique
- Schloss und Domäne Les Ormes aus dem 16. Jahrhundert

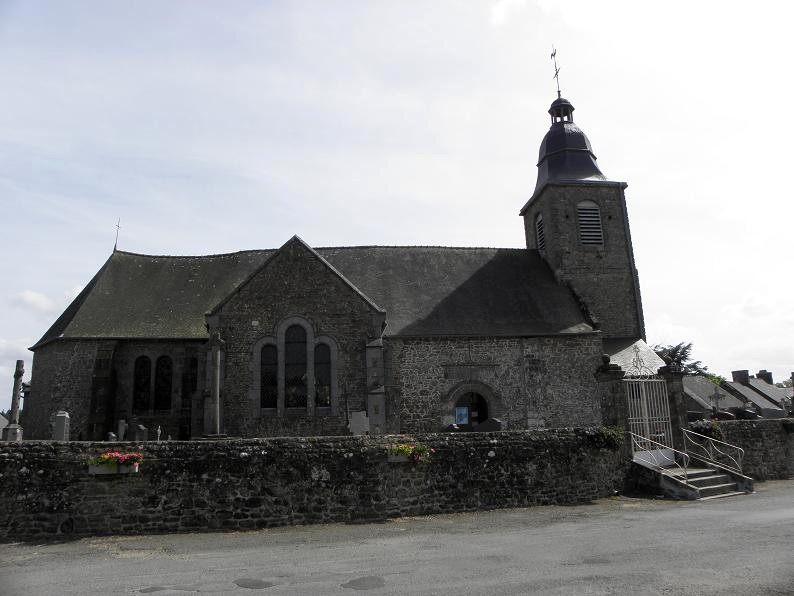
Kirche Saint-Léonard
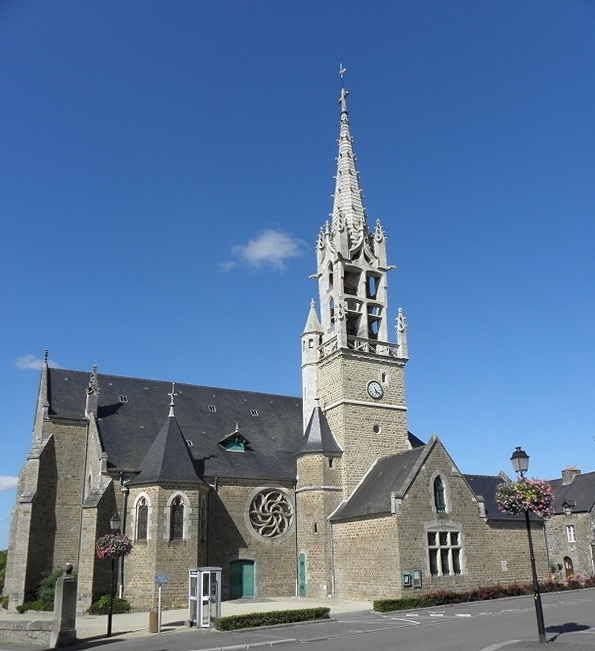
Kirche Saint-Pierre